# Бурштейн, Лев Маркович
Лев Маркович Бурштейн (род. 20 июля 1955 года) — советский и российский ученый-геолог, специалист в области геологии нефти и газа, член-корреспондент РАН (2022).

## Биография
Родился 20 июля 1955 года в г. Новосибирске, СССР
В 1977 году — окончил физический факультет Томского государственного университета.
С 1977 по 1989 годы — инженер, старший инженер (1980), младший научный сотрудник (1981), старший научный сотрудник (1987), и. о. заведующего сектором (1987), ведущий научный сотрудник (1988), Сибирский НИИ геологии, геофизики и минерального сырья (Новосибирск).
В 1985 году — защитил кандидатскую диссертацию, тема: «Геолого-математическое моделирование при количественной оценке перспектив нефтегазоносности слабоизученных территорий (на примере Тунгусской синеклизы)» (руководитель Конторович А.Э., оппоненты д.г.-м.н. Киршин А.В., д.г.-м.н. Моделевский М.С).
В 1989—2005 годах — старший научный сотрудник, заведующий лабораторией (2001), Объединённый институт геологии, геофизики и минералогии СО РАН (ранее Институт геологии и геофизики СО АН СССР).
В 1989—2018 годах — ассистент, доцент (2000) кафедры геологии месторождений нефти и газа, геолого-геофизического факультета Новосибирского государственного университета, читал курсы лекций: Разработка нефтяных и газовых месторождений, Моделирования процессов генерации, миграции и аккумуляции углеводородов в осадочных бассейнах.
С 2006 года в Институте нефтегазовой геологии и геофизики СО РАН.
- 2006 — заведующий лабораторией ресурсов углеводородного сырья и прогноза развития нефтегазового комплекса
- 2011 — ведущий научный сотрудник
- 2017 — главный научный сотрудник, заведующий лабораторией теоретических основ прогноза нефтегазоносности.

2011 году — защитил докторскую диссертацию по теме «Методы количественной оценки перспектив нефтегазоносности (на примере седиментационных бассейнов Сибири)» (оппоненты д.г.-м.н. Мигурский А.В, д.г.-м.н. Мкртчян О.М., д.г.-м.н. Халимов Э.М.). 
В 2022 году был избран членом-корреспондентом РАН, Отделение наук о Земле РАН.
Член редколлегии журнала «Геология и геофизика», Научного совета по проблемам геологии, геофизики, разработки и переработки углеводородов при ОНЗ РАН.

## Научная деятельность
Области научных интересов — применения методов математического моделирования при решении генетических и прогнозных задач нефтегазовой геологии.
Основные научные результаты:
- разработаны современные теоретические основы прогноза величины и структуры ресурсов углеводородов геологических объектов разного ранга (от осадочнопородных бассейнов до отдельных ловушек)
- исследовано влияние возраста осадочного выполнения на величину и характеристики структуры ресурсов углеводородов нефтегазоносных бассейнов
- разработаны методы прогноза нефтегазоносности крупных территорий с протерозойским и нижнепалеозойским осадочным чехлом
- выполнены количественные оценки перспектив нефтегазоносности бассейнов Западной Сибири, Восточной Сибири, Якутии и арктических акваторий России
- созданы количественные модели процессов генерации углеводородов в основных нефтегазопроизводящих толщах осадочных бассейнов Сибири.